# Scelimena floresana
Scelimena floresana är en insektsart som beskrevs av Günther, K. 1955. Scelimena floresana ingår i släktet Scelimena och familjen torngräshoppor. Inga underarter finns listade i Catalogue of Life.